# Athletes in Action

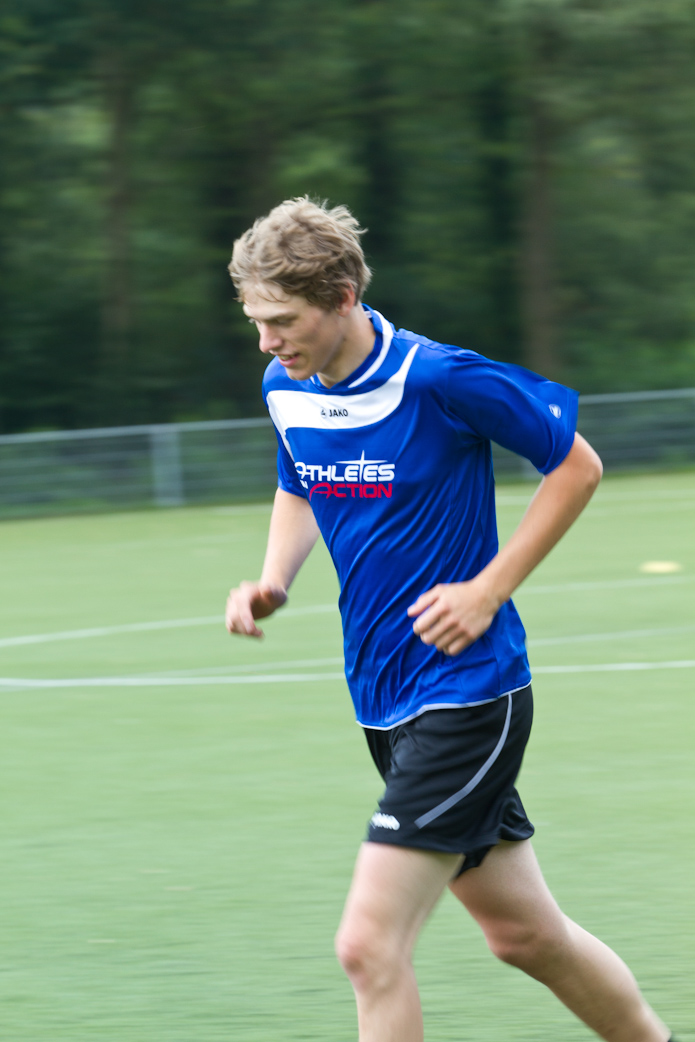
Sporter van Athletes in Action

Athletes in Action (AIA) is een christelijke organisatie die het evangelie van Jezus Christus door middel van sport wil verspreiden. Zij doet dit door middel van sportweken in binnen- en buitenland, events (geloofsopbouwende conferentie voor jongeren) en sportkampen voor tieners van 12 tot 15 jaar. AIA maakt deel uit van Campus Crusade for Christ (in Nederland Stichting Agapè).

## Internationaal
AIA werd in 1966 opgericht door David Hannah. Momenteel is de organisatie aanwezig in 85 landen, op bijna honderd Amerikaanse universiteitscampussen. Elke zomer worden er honderden teams van sporters uitgezonden. Verschillende sporten, waaronder voetbal, basketbal, streetdance en volleybal, worden beoefend. Het sporten wordt gebruikt om contact te maken met niet-christenen. Zo is een veelgebruikte werkwijze dat er in de rust een getuigenis wordt gegeven. Onder andere in Nederland wordt er ook veel gebruikgemaakt van drama, dans en muziek.

## Nederland
De Nederlandse tak van de organisatie werd in 1997 opgericht door Henk Stoorvogel. In september 2005 werd hij als directeur opgevolgd door Theo van den Heuvel, die onder andere voor AIA een jaar in Griekenland heeft gewoond voor de organisatie van een groot project aldaar. In september 2010 werd deze opgevolgd door Rik Horstman, die sinds 2008 coördinator was van de projecten in Zuid-Afrika. Vanaf 2015 is Wouter de Vos de nieuwe leider van AIA.
Het hoofdkantoor van AIA is gevestigd in Groningen. Momenteel werken er zo’n 35 mensen voor de organisatie, waaronder ongeveer 20 parttimers.  Dit doen zij op basis van een zogeheten vriendenkring. Jaarlijks worden er door AIA meer dan duizend jongeren ingezet bij diverse sportprojecten in binnen- en buitenland. Daarmee is zij in Nederland qua actieve betrokkenen de grootste christelijke organisatie op evangelisatiegebied.
Athletes in Action in Nederland heeft een andere benadering dan de meeste internationale afdelingen. Waar het oorspronkelijke model vooral professionele christelijke topsporters wil toerusten om hun bekendheid te gebruiken als platform voor evangelisatie, stuurt AIA in Nederland teams van recreatieve sporters uit om in samenwerking met lokale kerken een project in de omgeving van de kerk te houden. Sinds 2014 heeft Athletes in Action ook een tak die zich richt op toerusting van christelijke sporters.
De laatste jaren is Athletes in Action in Nederland zich minder bezig gaan houden met grootschalige evangelisatieactiviteiten en meer gaan richten op het ondersteunen van specifieke kerken en doelgroepen.

### Geschiedenis
In 2004 werd – onder het kopje Giving the Flame - met 700 sporters afgereisd naar  Griekenland om in de weken voor de Olympische Spelen in Athene een groot project te draaien. Het aanvankelijke doel was om met tweeduizend sporters te gaan. Onder andere hierdoor kampte stichting Agapè, waar AIA onderdeel van uitmaakt, na afloop met een schuld van honderdvijftigduizend euro. Na een giftenactie kon dit tekort op de begroting worden gedicht.
In 2005 reisde de organisatie met 300 jongeren af naar Israël en de Palestijnse gebieden. AIA richtte zich in 2006 en 2007 onder de titel Coming Home op provinciehoofdsteden en steden met een regionale functie. Daarbij werden een kleine duizend sporters bij ingezet. In 2008 lag de nadruk op Olympische Spelen in China. 
In de zomer van 2010, enkele weken na het Wereldkampioenschap voetbal, ging AIA met 350 jongeren naar Afrika, met een nadruk op Zuid-Afrika. Dit project werd Road2Africa genoemd.
In 2011 en 2012 richtte de organisatie zich op grote Europese (hoofd)steden, onder de naam HeartBeat Europe.
Een groot deel van de medewerkers stapte in 2017 over naar een nieuwe organisatie: Next Move. Deze organisatie werd opgericht door Paul Stoorvogel, broer van oprichter van de Nederlandse tak. De reden voor het besluit was een koerswijziging van de moederorganisatie. Agapè wilde meer vraaggestuurd gaan samenwerken met kerken. Twaalf medewerkers stapten over naar de organisatie van Stoorvogel, terwijl een aantal stopten. Van de vijfentwintig medewerkers bleven er vier achter bij Agapè.
In 2020 ging de verwante organisatie Geloofshelden op in Athletes in Action.

## Werkwijze
In Nederland heeft AIA drie grote focusgebieden: sportcommunity's, Total Athlete en jongerenontwikkeling.

### Sportcommunity's
Als vervolgstap na het zenden van sportteams werd in het verleden nadruk gelegd op follow-up, waarbij een kerk doorgaande sportactiviteiten organiseerde in een wijk. Athletes in Action heeft dit concept verder ontwikkeld tot het idee van sportcommunity's. Het idee achter een sportcommunity is dat jongeren uit de kerk één gemeenschap vormen met al dan niet gelovige jongeren uit de wijk. Door een nadruk op deze gemeenschap vindt het vertellen over het geloof op een veel natuurlijkere manier plaats.

### Total Athlete
In 2014 is Athletes in Action in Nederland officieel met Total Athlete begonnen. Het doel van dit onderdeel van AIA is om (top)sporters toe te rusten christen te zijn in hun eigen sportomgeving. Total Athlete biedt netwerken voor sporters, evangelisatiereizen en conferenties aan.

### Jongerenontwikkeling
De organisatie wil ook nadrukkelijk de christelijke jongeren die als vrijwilliger of deelnemers bij reizen of events betrokken zijn opbouwen in hun geloof.